# Igor Shalimov
Igor Mikhaylovich Shalimov - em russo, Игорь Михайлович Шалимов (Moscou, 2 de fevereiro de 1969) é um ex-futebolista russo.
Jogador do meio-de-campo, começou a carreira em 1986 no Spartak Moscou, já tendo atuado nas categorias de base do clube e, anteriormente, nas do Lokomotiv Moscou. A conquista do campeonato soviético de 1989 (que igualava até então o número de conquistas do rival ucraniano Dínamo Kiev na competição) lhe deu visibilidade para no ano seguinte estrear pela Seleção Soviética e ir para a Copa do Mundo de 1990 (que viria a ser a última disputada pelo país).
A URSS caiu na primeira fase do mundial, mas naquele mesmo ano Shalimov seria campeão europeu pela equipe sub-21 do país. Em 1991, poucos meses antes da extinção do país, Shalimov e seu colega de Seleção sub-21 Igor Kolyvanov foram contratados pelo clube italiano Foggia; no mesmo ano, o Spartak Moscou seria vice-campeão da última edição do campeonato nacional e, como aquela acabaria sendo a última edição do torneio, o clube perdera a chance de igualar novamente o Dínamo Kiev (campeão de 1990). Shalimov ficaria apenas uma temporada no clube, marcando 9 gols em 33 jogos - bom número para um meia no difícil futebol italiano. Em seguida, foi levado pela Inter de Milão.
Shalimov, que atuara pela CEI na Eurocopa 1992, acabou, juntamente com Kolyvanov e outras estrelas da Seleção Russa, brigando com o técnico Pavel Sadyrin, não sendo chamado para a Copa do Mundo de 1994. Apagado, o país caiu na primeira fase. Ainda em 1994, Shalimov passaria a rodar por diversas equipes até encerrar a carreira em 1999, no Napoli, após ser banido por dois anos ao ser pego em exame antidoping com a substância nandrolona no corpo. Ele alegou que a substância fazia parte de um medicamento que lhe deram quando estava internado com sangramentos internos em um hospital de Moscou.